# Руф (район Афин)
Руф (греч. Ρουφ) — район на севере Афин, расположенный на юго-западе от Омонии, ограниченный улицей Пиреос и проспектом Петру-Рали.
Руф — один из первых чисто промышленных районов Афин, хотя в последние десятилетия большинство промышленных мощностей было перенесено в другие места. Накануне Олимпиады 2004 года в Афинах в районе Руф, как и в Гуди, возведено несколько спортивных сооружений.
На территории района построена железнодорожная станция «Руф» Организации греческих железных дорог, которая обслуживает пригородную железную дорогу Афин.
Здесь базируется футбольный клуб «Руф», который в сезонах 2009/10 и 2022/23 играл в дивизионе второго уровня греческих лиг (лиге Бета Этники в сезоне 2009/10 и Суперлига 2 в сезоне 2022/23).